# Aqueduc de la cochlée
L'aqueduc de la cochlée (ou aqueduc du limaçon ou canalicule cochléaire ou conduit périlymphatique) est un canalicule de la partie postérieure de la face inférieure de la partie pétreuse de l'os temporal.

## Description
L'aqueduc de la cochlée nait au niveau de la paroi inférieure du premier tour de spire de la cochlée, un peu en avant de la fenêtre de la cochlée. Après un trajet de 10 à 12 mm il débouche au fond de la fossette pétreuse (ou fossette pyramidale du ganglion d'Andersch) sur le bord postérieur de la partie pétreuse : en dedans de l'ouverture du canal carotidien et près de son bord postérieur, devant la fosse jugulaire par l'ouverture du canalicule de la cochlée.

## Rôle
L'aqueduc de la cochlée est la voie de communication entre l’espace péri-lymphatique cochléaire et l’espace subarachnoïdien de la fosse cérébelleuse.
Il donne passage à une veinule, un prolongement de la dure-mère et à des espaces périlymphatiques.